# 新店粉蝨
新店粉蝨（学名：Rabdostigma shintenensis）为粉蝨科惑粉蝨屬下的一个种。